# Улучшение человека

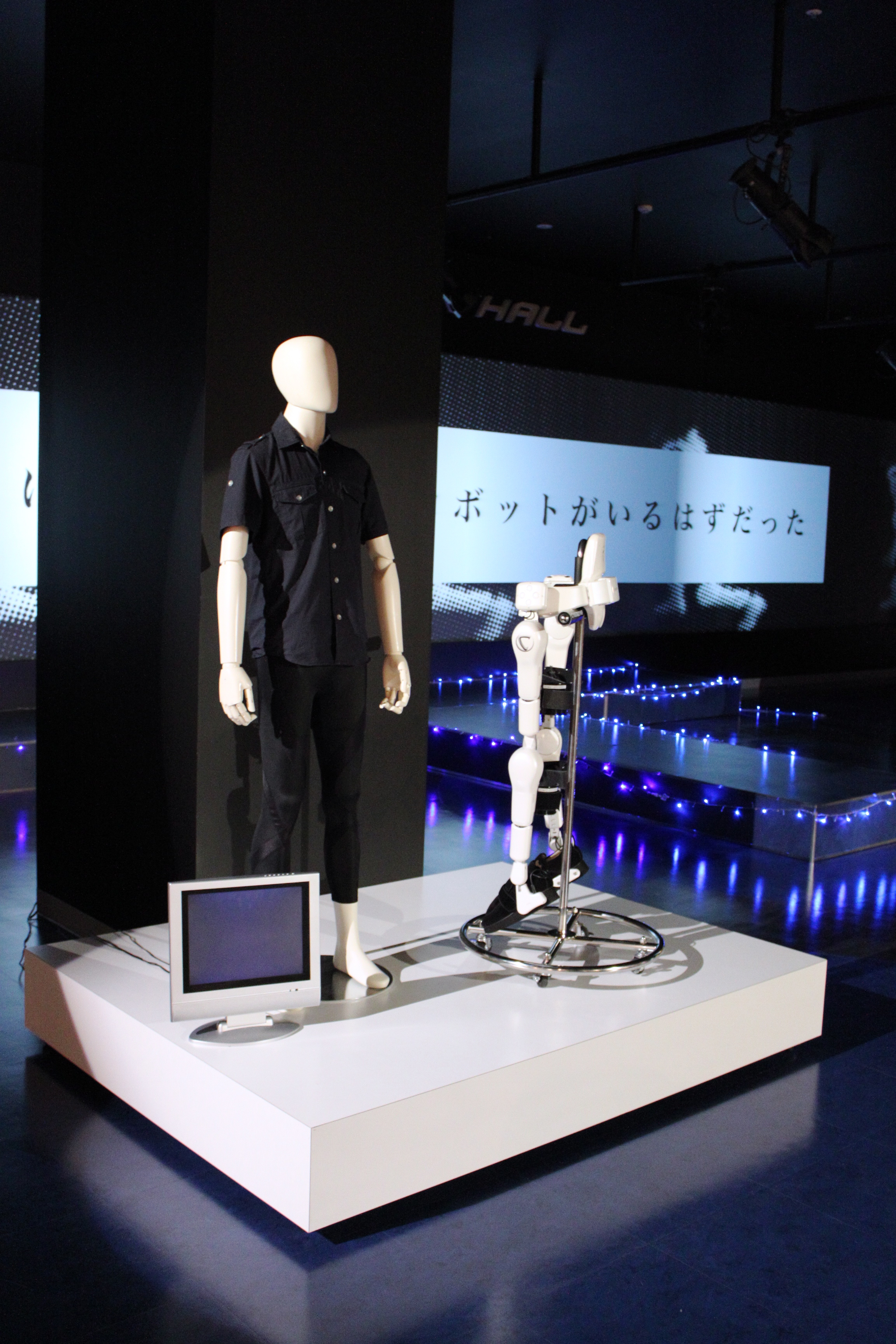
Экзоскелет, разрабатываемый японским университетом Цукубы

Улучшение человека — любая попытка временно или постоянно преодолеть существующие ограничения человеческого тела естественным или искусственным путём. Это использование технических средств, чтобы выбрать или изменить характеристики и возможности человека вне зависимости от того, укладываются ли новые возможности и характеристики в существующий диапазон возможностей человека.

## Технологии
Технологии улучшения человека — методы, которые могут быть использованы не только для лечения болезней и реабилитации инвалидов, но и для повышения человеческих характеристик и возможностей. В некоторых кругах выражение «технологии улучшения человека» является синонимом новых технологий или конвергенции технологий. В других кругах выражение «улучшение человека» примерно является синонимом генной инженерии человека. Чаще всего используется для обозначения общего применения конвергенции нанотехнологии, биотехнологии, информационной технологии и когнитивной науке в повышении эффективности человека.

### Существующие технологии
- Репродуктивные технологии
  - Отбор эмбриона на основе генетического анализа
- Физические:
  - Косметические улучшения: пластическая хирургия и ортодонтия
  - Лекарства: допинг и стимуляторы
  - Функциональные: протезы и экзоскелеты
  - Медицинские: импланты (такие как электрокардиостимулятор, магнитные имплантаты) и искусственные органы
- Психические:
  - Ноотропы, лекарства, устройства для нейростимуляции, пищевые добавки, нутрацетики и Функциональные пищевые продукты которые могут повышать мыслительные функции, такие как восприятие, память, интеллект, мотивацию, внимание и концентрацию[8][9].
  - Компьютеры, мобильные телефоны, интернет и другие технологии, которые повышают возможности человека, делая его более эффективным. Например, составляя расписание, сохраняя список телефонных номеров, позволяя общаться с другими людьми, обеспечивая хранение информации и т. п.[10]

### Перспективные технологии
- Генотерапия
- Электронные имплантаты
- Наномедицина
- Нейрокомпьютерный интерфейс
- Нейротехнология
- Cyberware

### Спекулятивные технологии
- Загрузка сознания — гипотетический процесс «переноса»/«загрузки» или копирования сознания из биологического мозга на не-биологический носитель с помощью нейровизуализации и детального картографирования мозга с последующим копированием его состояния в компьютерную систему того или иного вида (в частности, последовательная замена нейрона за нейроном на их искусственные аналоги).
- Внешний мозг — теоретическая искусственная система обработки информации, которая может дополнить и расширить вычислительные и умственные способности мозга.
- Внешнее искусственное питание, такое, например, как радиоизотопный термоэлектрический генератор, который синтезирует глюкозу (аналогично фотосинтезу), аминокислоты и витамины из продуктов распада, теоретически позволяя обходиться без еды неделями, если в этом возникнет необходимость.

## Влияние на личность
Технологии улучшения человека могут воздействовать на личность человека, изменяя его представление о себе.
Технологии улучшения человека могут фундаментально изменить его личность, что может повлечь некоторые проблемы. Например, резкие изменения личности могут повлиять на отношения индивида, потому что другие люди больше не смогут воспринимать его как прежнюю личность.